# Plan Heide
Plan Heide was de Duitse codenaam voor de geplande inundatie van de Betuwe. 

## Geschiedenis
Met het oog op een geallieerde opmars door Nederland, wilden de Duitsers eind 1944 de Betuwe onder water zetten. Ze wilden dit bewerkstelligen door het doorsteken van de Liniedijk bij Ochten en Kesteren. De opzet was het water tot aan het Amsterdam-Rijnkanaal te laten doorstromen. Het plan werd echter in december 1944 geannuleerd en vervangen door Fall Storch.